# Salvation Boulevard
Salvation Boulevard es una película estadounidense de 2011 dirigida por George Ratliff y protagonizada por Pierce Brosnan, Jennifer Connelly, Ed Harris, Greg Kinnear, Marisa Tomei y Jim Gaffigan. Está basada en la novela de mismo nombre del autor Larry Beinhart.

## Sinopsis
Mientras discute la idea de un nuevo libro, un pastor evangélico moderno, Dan Day (Brosnan), dispara accidentalmente a Paul Blaylock (Harris) en la cabeza. El pastor intenta que parezca un suicidio, temiendo el daño a su reputación si se supiera. Sin embargo, el renacido feligrés Carl (Kinnear) es testigo del acto y tiene que soportar los ataques de los compañeros de la iglesia a petición de Day (aunque con falsos pretextos), el escepticismo de su propia familia sobre su historia, y un capo del crimen mexicano que lo secuestra buscando chantajear tanto a Carl como al pastor Day con imágenes del incidente.

## Reparto
- Pierce Brosnan es Dan Day
- Greg Kinnear es Carl Vandermeer
- Jennifer Connelly es Gwen Vandermeer
- Marisa Tomei es Honey Foster
- Ed Harris es Paul Blaylock
- Isabelle Fuhrman es Angie Vandermeer
- Jim Gaffigan es Jerry Hobson
- Ciarán Hinds es Jim Hunt
- Yul Vazquez es Jorge Guzman De Vaca